# Juana Dolores
Juana Dolores Romero Casanova (El Prat de Llobregat, 11 de marzo de 1992) es una actriz y escritora española en lengua catalana y activista de izquierdas.  

## Biografía
Hija de andaluces, nació en El Prat de Llobregat (Barcelona) el 11 de marzo de 1992. Estudió Interpretación en el Instituto del Teatro. En abril de 2020 ganó el premio Amadeu Oller por su primer poemario, Bijuteria. Como dramaturga, es autora de los monólogos Massa diva per a un moviment assembleari (2021)  y Hit me if I'm pretty (2022), representados por ella misma.  

## Obras

### Poesía
- Bijuteria (2020)
- Rèquiem català. I si una nació desfilant per una catifa vermella (2023) [5]

### Artes escénicas
- Massa diva per a un moviment assembleari (2021)
- Hit me if I'm pretty (2022)

### Videoarte
- Limpieza[10]
- Santa Bárbara[10]
- Miss Univers[10]